# كريستينا البوربونية
كريستينا دي بوربون (بالإسبانية: Cristina de Borbón)‏ هي الابنة الثانية لخوان كارلوس وصوفيا وشقيقة ملك إسبانيا فيليب السادس. حازت على الإجازة في العلوم السياسية. جردها الملك الإسباني فيليب السادس هي وزوجها من لقب دوقة ودوق جزيرة بالما دي مايوركا.

## زواجها
تزوجت من إيناكي أوردانغاران، لاعب كرة اليد الأولمبي السابق، الذي شارك في أولمبياد أتلانتا وحصل على ميدالية آنذاك، في 4 أكتوبر 1977. وقد أثمر زواجهما أربعة أطفال وهما خوان وبابلو وميجيل وإيريني.

## اتهامها بالفساد والتهرب الضريبي
مثلت كريستينا دي بوربون مع زوجها إيناكي أوردانغاران و16 متهمًا آخرين أمام محكمة بالما دي مايوركا في 11 يناير 2016 في واحدة من أكبر فضائح الفساد في سنوات الأزمة الاقتصادية. واتُهمت كريستينا بإخفاء واردات لها عن مصلحة الضرائب ناجمة عن اختلاس زوجها مع شريك سابق له، يُدعى دييجو توريس، مبالغ تصل إلى ستة ملايين يورو من الأموال العامة. ويُحاكم أوردانغاران بتهم اختلاس أموال وتهرب ضريبي واستغلال السلطة والاحتيال وغسيل أموال. وطلب الإدعاء معاقبته بالسجن 19 عامًا ونصف وبسجن شريكه السابق توريس 16 عامًا ونصف. وأكدت كريستينا أنها لم تكن على علم بهذه القضايا وأنها كانت تولي زوجها منذ 18 عامًا ثقة عمياء. وترفض فكرة الطلاق منه على الرغم من ضغوط الأسرة الملكية التي تحاول الحد من الآثار السلبية للقضية على العائلة.